# Shiwan, Boluo
Shiwan (kinesiska: 石湾) är en köping i sydöstra Kina. Den ligger i Boluo härad i staden Huizhou i provinsen Guangdong, omkring 60 kilometer öster om provinshuvudstaden Guangzhou. Antalet invånare är 122 802. Befolkningen består av 56 358 kvinnor och 66 444 män. Barn under 15 år utgör 14,0 %, vuxna 15-64 år 80 %, och äldre över 65 år 4,0 %.